# 東明王
東明王（とうめいおう、朝鮮語: 동명왕）は、中国文献が記す夫余の建国者である。橐離国出身。夫余の後裔を自称した百済の遠祖ともされ、『続日本紀』最終巻には都慕王（つもおう）の名で現れる。朝鮮文献が記す解慕漱や、高句麗の建国者である朱蒙（東明聖王）と同一人物であるか否かについては議論がある（後述）。
内藤湖南は、東明王が生まれた橐離国は、松花江支流に居住していたダウール族と指摘している。

## 東明王説話
『三国志』巻三〇・魏書三〇・烏丸鮮卑東夷・夫餘所引『魏略』には以下の記述がある。（『論衡』吉験篇、『後漢書』東夷伝にも同様の記述がある）
『魏志』東夷伝・夫餘に「昔、北方に高離の国というものがあった。その王の侍婢が妊娠した。〔そのため〕王はその侍婢を殺そうとした。〔それに対して〕侍婢は、『卵のような〔大きさの〕霊気がわたしに降りて参りまして、そのために妊娠したのです』といった。その後、子を生んだ。王は、その子を溷（便所）の中に棄てたが、〔溷の下で飼っている〕豚が口でそれに息をふきかけた。〔そこで今度は〕馬小屋に移したところ、馬が息をふきかけ、死なないようにした。王は天の子ではないかと思った。そこでその母に命令して養わせた。東明と名づけた。いつも馬を牧畜させた。東明は弓矢がうまかった。王はその国を奪われるのではないかと恐れ、東明を殺そうとした。東明は南に逃げて施掩水までやってくると、弓で水面をたたいた。〔すると〕魚鼈が浮かんで橋をつくり、東明は渡ることができた。そこで魚鼈はばらばらになり、追手の兵は渡ることができなかった。東明はこうして夫餘の地に都を置き、王となった」とある。一方、『史記』巻四・周本紀に「周の后稷、名は棄。其の母、有邰氏の女にして、姜原と曰う。姜原、帝嚳の元妃と為る。姜原、野に出で、巨人の跡を見、心に忻然として說び、之を踐まんと欲す。之を踐むや、身動き、孕める者の如し。居ること期にして子を生む。不祥なりと以為い、之を隘巷に棄つ。馬牛過る者皆な辟けて踐まず。徙して之を林中に置く。適會、山林人多し。之を遷して渠中の冰上に棄つ。飛鳥、其の翼を以て之を覆薦す。姜原以て神と為し、遂に收養して長ぜしむ。初め之を棄てんと欲す。因りて名づけて棄と曰う」という牛馬が避け、鳥が羽で覆って守った、という周始祖后稷の神話が記載してある。内藤湖南は、夫余と后稷の神話が酷似していることを指摘しているが、「此の類似を以て、夫餘其他の民族が、周人の旧説を襲取せりとは解すべからず。時代に前後ありとも、支那の古説が塞外民族の伝説と同一源に出でたりと解せんには如かず」といい、同様の神話が、三国時代の呉の康僧会が訳した『六度集経』にもあることを指摘し、「此種の伝説の播敷も頗る広き者なることを知るべし」とする。
東明王説話は日本にも伝わり、桓武天皇の母・高野新笠の諡号「天高知日之子姫尊（あめたかしるひのこひめのみこと）」はこの説話から取られている（『続日本紀』最終巻による）が、日本に伝わった説話はアメノヒボコ神話にも見られる日光感精の要素を含み、高句麗の朱蒙説話の影響がみられる。

## 東明王と朱蒙（東明聖王）
夫余と高句麗が民族的に本支関係にあり、同一民族であるという主張の根拠として、夫余の東明王説話と高句麗の朱蒙（東明聖王）説話が同じ（類似・一致）であるという指摘がなされ、このことから夫余と高句麗が同一民族であると強調される。
夫余の東明王と高句麗の朱蒙の関係について最も早く指摘したのは那珂通世である。那珂通世は『広開土王碑』の鄒牟（東明聖王）、『魏書』の朱蒙（東明聖王）、それと『論衡』に出てくる夫余の東明王は同一人であり、同音転訛からくる異訳であり、本来東明は高句麗の始祖であったが、『論衡』が間違って東明を夫余の始祖としたとした。根拠として、『論衡』では「北夷橐離国」の王から夫余の東明が出生したとなっているが、『魏略』には「橐離国」（たくりこく）を「槀離国」（こうりこく）とあることから、「橐」（たく）は「高句」の誤字であり、正しくは『論衡』の東明王は北夷高句麗から夫余が出たことを、夫余から高句麗が出たと『論衡』筆者が本末転倒した、つまり東明王は高句麗の建国者であり、夫余に同様の説話が存在するのは中国の誤伝と斥けた。李成市によると、那珂通世の学説はその後の研究に多大な影響を及ぼし、基本的に北朝鮮と韓国の学界は那珂通世の学説を支持している。この那珂通世の学説に対して、内藤湖南は、『翰苑』注所引『後漢書』に「北橐離国」とあることから「槀離」（こうり）ではなく、「橐離」（たくり）が正しいと批判した。
内藤湖南は、夫余の東明王と高句麗の朱蒙のモチーフである太陽などの霊気を感じて子が生まれる始祖説話は、東北アジア諸民族共通のものであり、それがただ変化しただけであり、これらの説話を共有する諸民族は、同一民族か否かは不明であるが、同一説話をもった民族であるとするにとどめ、橐離国を松花江支流に居住したダウール族のことであり、『論衡』の東明王説話はそのまま夫余の建国説話と認めてよいとしている。
白鳥庫吉は、夫余の東明王説話と高句麗の朱蒙（東明聖王）説話は、始祖名と形式と内容が同一、異なっているのは活動舞台であり、夫余の東明王説話は歴史的・地理的に不都合はないが、高句麗の朱蒙説話は、時間的・地理的に成り立ち難いため、「高句麗は夫余と均しく濊貊種であるが、夫余とは同族でない」として、高句麗の東明聖王説話は、夫余の東明王説話を改作したものであり、その目的として、長寿王時代に高句麗が夫余に包囲された際に、夫余の始祖を高句麗の始祖であるとすることにより、夫余族に安堵を与えるためと主張している。
那珂通世、内藤湖南、白鳥庫吉の各説は異なるが、夫余の東明王と高句麗の朱蒙は同一人物乃至は同一内容の異表記ということは共通している。対して池内宏は、夫余の始祖は東明王であり、朱蒙が高句麗の始祖であることを立証し、夫余の東明王と高句麗の朱蒙を峻別しなければならないと主張し、白鳥庫吉が時間的・地理的に成り立ち難いとした高句麗の朱蒙説話は、内容的に歴史的事実を反映しており、夫余の東明王説話と高句麗の朱蒙説話のそれなりの一致は、夫余と高句麗の民族的本支関係に基づき、夫余の東明王と高句麗の朱蒙は別人であると主張し、高句麗時代には夫余の東明王と高句麗の朱蒙は混同されておらず、百済・新羅・高句麗の三国統一後の『旧三国史』編者の過誤から夫余の東明王と高句麗の朱蒙が同一人とされたことを明らかにした。かかる事実から李成市は「一方の説話を誤伝であるとしてその説話の存在を否定することは出来なく」なり、「夫余と高句麗は各々始祖を異にし、かつほぼ同様の建国説話があったとみなければならないことが確認される」と述べている。ただし池内宏は、夫余の東明王説話と高句麗の朱蒙説話が一致していることをもってそのまま夫余と高句麗の民族的本支関係を認めることは学術的でなく、民族が移動せず、ある民族で発生した説話が、他のある民族に伝播することは多々あり、夫余と高句麗の民族的本支関係を夫余の東明王説話と高句麗の朱蒙説話の一致のみによって考えるべきではないと戒めており、結果として池内宏は『魏志』の「東夷の旧語」史料を根拠にして、夫余と高句麗の民族的本支関係を認めるが、李成市は「『魏志』の当該史料が極めて疑わしい伝聞・推量の域を出ない事柄である」と述べている。
夫余の東明王説話と高句麗の朱蒙説話の形式や内容が同じであるという主張に対して最重要部分が全く異なることを指摘したのは三品彰英であり、三品彰英は朝鮮・満州始祖説話（神話）の基本構成を、卵生型・箱舟漂流型・感精型・獣祖型の4形式に類別し、『広開土王碑』の鄒牟（東明聖王）説話は、史料上朝鮮最古の卵生型であり、卵生の前件として天帝の子と河伯の娘の柳花夫人が結婚するなど人態化が進化し、かなり発展した説話であり、感精型である夫余の東明王説話と卵生型である高句麗の朱蒙説話は異なり、卵生構成の建国説話を持つ高句麗・新羅・加羅は、卵生構成が最繁栄している台湾などの南方諸族に繋がっていることを示しており、高句麗の朱蒙説話は、南方諸族境域に所属し、漢族とも接する濊貊族の黄海沿岸原住地から伴ったものと指摘している（ただし三品彰英は、高句麗の朱蒙説話が北方の日光感精構成を複合していることは認めている）。
『好太王碑』（414年建立）には、高句麗の出自は北夫余に有りと明記され、435年に平壌を訪問した李敖も「高句麗者出於夫余」としており、5世紀初頭に高句麗人の夫余自称が史料に登場し、夫余と高句麗の民族的本支関係が明確化されるが、白鳥庫吉は、高句麗人の夫余自称の事実性を疑問視しており、東夫余・北夫余が広開土王の臣民となり、高句麗の南にある百済を含め、高句麗が夫余族に包囲され、夫余族を懐柔するため、長寿王は夫余の東明王説話を利用し、自らが夫余族の本家本元であることを自称し、東夫余・北夫余に対しては安堵させ、百済に対しては百済征討の正統性を得ることを画策して、夫余出自を自称したと主張した。李成市は、これらの高句麗がおかれた国際状況を処理するため、政治戦略として夫余出自が果たした事例として『広開土王碑』の以下を挙げる。
この記事は『広開土王碑』冒頭の以下と呼応している。
このように高句麗の東夫余征討の正統性として、北夫余出自を自称する鄒牟王が持ち出され、王の親征行為を正統化する根拠となり、現実政治で夫余出自が重要な意味を果たしている。
高句麗支配者集団の墳墓は積石塚である一方、夫余支配者集団の墳墓は土棺墓・木棺墓であり、墓制に関しては夫余と高句麗の違いは歴然としており、田村晃一は、墓制の違いこそ高句麗が夫余から分派したという主張が成立しないことを示していると主張し、李成市は、夫余と高句麗の同一民族であるという根拠は、高句麗人の夫余自称によってのみであり、これらも高句麗の政治戦略として夫余出自を称したことが指摘され、「夫余と高句麗の建国伝説を同一とみるのは、後世の人びとの混乱や曲解による誤認」「これらの伝説から両族の関係を導きだすことはできない」「文献資料のうえで、夫余と高句麗の民族関係を同一とする確固とした根拠はない」として、高句麗王権は、有力な地縁的集団の五族（消奴部、絶奴部、順奴部、灌奴部、桂婁部）からの超越化と王権正統化のイデオロギーとして出自を夫余に求めたことは間違いなく、240年代の魏の毌丘倹による侵攻と340年代の慕容氏の侵攻で壊滅した高句麗が国家再建・強大化した時期は、夫余族の南下と高句麗への流入時期に該当し、夫余族こそ高句麗の国家再建・強大化の中心的担い手であり、また高句麗王権を支えた中核的存在であり、夫余の東明王説話と酷似する高句麗の朱蒙説話の創作は、これら夫余族の高句麗支配層への参与があってこそ可能であったろうと指摘し、また高句麗の4世紀以降の国家発展には、牟頭婁一族などの夫余族の高句麗流入者が無視できない役割を果たしたが、牟頭婁一族の族祖は北夫余人で、鄒牟王に従い南下し、先祖代々高句麗王に仕え、美川王・故国原王時代に慕容氏の北夫余攻撃に際し、中興の祖・冉牟が活躍し、北夫余方面支配は冉牟の子孫が受け継ぎ、後代の牟頭婁に至ったが、冉牟は、『三国史記』の美川王即位紀に美川王と試練をともにした人物として登場するが、4世紀初頭に活躍した冉牟は、3世紀末の慕容氏の攻撃により高句麗に流入した夫余族が、慕容氏との戦争など高句麗王権に多大な貢献を行ったことを象徴し、このことは高句麗王が夫余出自を名乗ることにより、高句麗王権と牟頭婁一族との近親感・一体感の形成、慕容氏の北夫余攻撃の不当性、慕容氏との戦争の正当性、慕容氏との戦争における勲功の一層の顕彰、北夫余に対する牟頭婁一族の支配の正当性が強固となり、3世紀後半の慕容廆の攻撃により大打撃を被った夫余の南下は、隣接する高句麗にとって統治上看過しえない問題であり、4世紀初頭にかつての夫余の中枢を領有化した高句麗はその統治に牟頭婁一族などの夫余族が抜擢されたことが考えられ、新附の夫余族との融合、夫余の旧領域占有の正統性と歴史的根拠を主張する根拠として、高句麗王の夫余出自が政治戦略的に有効であったことは間違いなく、「かかる状況のもとに生まれたのが始祖鄒牟の建国説話でなかったかと思われる」と指摘している。
夫余と高句麗の民族的本支関係は後世に至るほど強調され、そのうえ夫余と高句麗の始祖は混同されており、『三国史記』高句麗本紀には、
とあり、朱蒙は東明王の諱となり、夫余と高句麗の始祖が同一人物となるが、夫余と高句麗の始祖の混同が高句麗滅亡後に生じたことは判明しているが、詳細は不明である。しかし池内宏は、夫余と高句麗の始祖が同一人物となったのは、統一新羅後の撰者不明の『旧三国史』としたが、誤認がなされた経緯については言及がなく、津田左右吉は、後代の高句麗王に王名以外にも諱・称号が付いた慣例に倣った新羅人の所為としつつも東明とした理由は不問に付し、白鳥庫吉は、夫余の東明王説話と高句麗の朱蒙説話が酷似していることからきた後世の史家の誤りとした。
李成市は、後世の史家が夫余と高句麗の始祖を同一人物として、高句麗の始祖に措定した根拠となったのは『梁書』高句麗伝であると指摘している。
『梁書』高句麗伝には以下のようにある。
冒頭で「高句驪者，其先出自東明」として、次に夫余の東明王説話を転載して、末尾で「其後支別爲句驪種也」と結語して民族の起源を叙述したが、冒頭の「高句驪者，其先出自東明」こそ、後世の史家が夫余と高句麗の始祖を同一人物として、高句麗の始祖に措定する根拠となったのではないかとして、『梁書』高句麗伝の記事は『魏志』を典拠としながらも編者の意図から書き改められており、『梁書』高句麗伝は、夫余と高句麗の民族的本支関係を強調する叙述が「作為的」なほど存在することを指摘している。
例えば『魏志』にある以下の記事は、
『梁書』には、
とあり、同様の記事が高句麗の民族的祭祀が『梁書』では夫余の東明王の祭祀に附会して祭祀名が改変され、夫余の東明王と無関係の高句麗の祭祀名が夫余の東明王と同一名に改められており（白鳥庫吉は、高句麗の「東盟」は、「東方に会合して盟約するとか、東方に盟約するとかいう意義から命じた祭祀の名」の漢語であり、東明王と無関係であることを明らかにしている）、この改変も夫余と高句麗の民族的本支関係を強調する目的で「周到にはかられ」、『梁書』高句麗伝冒頭に夫余の東明王説話をもってきたのも夫余と高句麗の民族的本支関係を強調する目的であり、李成市は、魏の毌丘倹による侵攻があった3世紀半ばまでは夫余と高句麗の民族的本支関係は事実とは考えにくい、夫余の東明王説話と高句麗の朱蒙（東明聖王）説話は始祖が異なり、内容・形式も最重要部分が異なり、このことから夫余と高句麗の民族的本支関係の根拠とならない、5世紀初頭に高句麗人の夫余自称が史料に登場し、夫余と高句麗の民族的本支関係が明確化さるが、政治戦略として夫余出自を自称したと結論付けている。
漢城百済は、3世紀末から4世紀初頭に漢城地域を中心に成立しており、その建国神話を高句麗と夫余出自に求めている。夫余建国神話の初出は『論衡』にあり、高句麗が夫余建国神話を取り入れたのも、「『夫余支配の正当性の根拠』を示すためであった可能性があり、百済が更にこれを取り入れた蓋然性は極めて高い」と瀬間正行や伊藤英人は指摘している。

## 東明王物語と徐偃王物語の類似性
『後漢書』東夷伝に「管、蔡は周に畔き、すなわち夷狄を招き誘う。周公これを征し、遂に東夷定まる。康王の時、粛慎また至る。後に徐夷、僭号し、すなわち九夷を率いて以て宗周を伐ち、西して河の上に至る。穆王、そのまさに熾んなるを畏れ、すなわち東方諸侯を分かち、徐の偃王に命じてこれを主せしむ」とある。管は河南省鄭州の地でここに周武王の弟の管叔鮮が封じられた。蔡は河南省上蔡県の地で管叔鮮の弟の蔡叔度が封じられた。管叔鮮と蔡叔度は周武王の死後、殷紂王の子の武庚禄父とともに、周成王と周公旦らに反乱を起こしたが、平定された。徐夷が僭号したとあるが、徐は今の徐州付近の広域地で、徐地域の支配者が周の支配に反乱し、徐偃王を名のって周から自立した。徐偃王は東夷の九夷を率いて周を攻め、周穆王は、徐偃王の軍勢が強力であるのを恐れて、東方に封じていた諸侯を分けて徐偃王に属させた。『後漢書』の注釈を完成させた唐章懐太子は、この徐偃王の部分の注に『博物志』を引用、徐偃王物語が記されている。そこに記された徐偃王物語は、夫余あるいは高句麗の始祖王の東明王物語と共通する。
徐偃王物語
1. 徐君の宮人は妊娠して卵を生んだ。これを不詳とみなして、卵を水辺に棄てた[38]。
2. 孤児や独り身の者たちを母のように養育する者がおり、彼女は鵠蒼という名の犬を飼っていた。鵠蒼は水辺に食を求めて、棄てられていた卵をくわえて彼女のところへ戻った。彼女は不思議に思い、卵を覆うようにして暖めた[38]。
3. 卵から子が生まれたが、通常の子と違い寝そべるように横たわって生まれたため、名を偃（横たわる）とつけた[38]。
4. 徐君の宮廷はそのことを聞き、子の誕生の次第を調べたうえで、宮中に迎えて養育した[38]。
5. 子は成長すると仁智を備え、先代の徐君の後をつぎ徐国の君となった[38]。
6. その後、鵠蒼は死に臨んで、頭には角が生え、尾は九尾となり、黄竜の化身だった。鵠蒼のまたの名は后蒼であり、偃王が鵠蒼を葬った場所は、徐国のなかであり、現在も「狗壟」が残っている[38]。
7. 徐王が国を治めにつれ、その仁義は有名となり、偃王は周へ船で行きたいと思い、陳と蔡の間に溝（運河）を通じさせたが、その時に朱色の弓矢を得た。その弓矢を得たことで、天瑞を得ることができたとして、自分の名を号として徐偃王と自称した[38]。
8. 付近の淮・江の諸侯で偃王に服従する者が三十六国に及んだ。天下を支配していた穆王はこれを聞き、使者を楚に派遣して偃王を伐たせた。偃王は愛民の心があり闘わずして、楚に敗北した[38]。
9. 敗北した偃王は北走し、彭城国武原県に逃れた。万を超える人びとが偃王に随って移住した。それでその山の名を徐山とし、その山上に石室の廟をたてた[38]。
10. 廟には神霊が宿り、人びとは祈るときには文を書いて割符のようにするというが、世代を隔てた古いことなので詳細を明らかにし難い。徐城の外には徐君の墓があり、昔、季札はその場所で剣を解いたが、それは心の許すところに違いたくないということからである[38]。

東明王物語
（A）北方に橐離国があり、その王の侍婢が妊娠した。王は侍婢を殺そうとした。
（B）侍婢は、鶏の子（卵）のような「気」があって、私に来たり下ったので、妊娠した、と告げた。その後に子が生まれた。
（C）王はその子を猪（豚）小屋の中に捨てさせたが、猪が口でその子を吹いた。
（D）その子を馬小屋に移し、馬に踏み殺させようとしたが、馬も気をその子に吹き付け、死なせなかった。
（E）王は、天子となるのではないかと疑い、その母に引き取らせ、召使いに養育させた。
（F）その子を東明と名づけ、牛馬を牧する仕事につかせた。
（G）東明は、弓を射ることに優れていた。
（H）王は、東明が国を奪うことを恐れて、殺そうとした。東明は、逃れて南へ走り、掩淲水に至った。
（I）東明が、掩淲水の水を弓で撃つと、魚鱉が浮かび上がり橋をつくった。東明は、それにより渡ることができたが、魚鱉はすぐに解散したので、追兵は渡ることができなかった。
（J）よって東明は、夫余の地に都をつくり王となった。
考証
鳥の卵と王の誕生の物語というと、玄鳥が落とした卵を簡狄が吞んで、殷始祖契を生んだという『史記』巻三・殷本紀の史料が有名である。簡狄という女性が卵を呑んで妊娠したとあるが、これは「卵生説話」の変形とみてよい。東明王物語の深淵は殷始祖契の誕生物語、それと同根から発生した徐偃王物語、周始祖后稷の物語に求めることができる。（C）（D）は、周始祖后稷の誕生物語と酷似していることはよく知られる。（B）の卵のような気により妊娠するのは、（J）の簡狄の妊娠事情に通じる部分があり、直接的表現は徐偃王物語の1.にみられるが、逆に、徐偃王物語1.の卵を生む形が原型であり、そこから（J）の卵を呑んで妊娠する、東明王物語（B）の卵のような気により妊娠するなどの派生型が生じている。（G）（I）の弓は、徐偃王物語の7.にみえる。（H）（I）の水は、徐偃王物語の1.の水浜や、7.の溝の要素である。徐偃王物語に直接関係する部分は残されていないが、東明王物語の（I）の魚や鱉が橋をつくる話も中国に先例を求めることができ、『竹書紀年』穆王三七年条に「伐楚。大起九師。東至於九江。比黿鼉以為梁」とあり、穆王は大亀や大鰐を叱りつけて梁すなわち橋をつくらせており、東明王が弓で水面を叩いて（ということは水神を弓で脅しつけた結果）、亀や鱉が橋をつくる話に酷似する。袁珂はこの話は楚を伐つ時のことではなく、徐偃王打倒の時とする説を支持しており、徐偃王物語には穆王との戦いの場面があり、大亀や大鰐が橋をつくる話が元来は存在していたかもしれない。
徐偃王物語の1.は「卵生神話」であり、三品彰英によりその分布や意味が検討されており、「卵生神話」はインドネシアを中心に、中国沿岸部から朝鮮半島、北東アジアに分布し、中国沿岸部は東夷と南方系住民が境を接して居住、この地域一帯に「卵生神話」などの海洋民族文化が流布していた。それが春秋戦国時代から漢人が東進してきたため、東夷は北へ、南方系は南へ押し分けられた。なお、本来、殷は東夷といわれ、「卵生神話」はこの地域に存在した可能性もある。
殷末周初の東夷を解明した古典的かつ基本的な研究に、貝塚茂樹の研究がある。周武王は殷紂王を打倒したが、殷の祭祀は殷の旧領土に封じた武王の子の武庚禄父に継承させた。武庚禄父を一人の人名とする『史記』の説があるが、『論衡』などの二人の人名説が妥当である。武庚は殷の故都（安陽）に封じられ、禄父は梁山出土の銅器の銘文からみて、梁山に封じられた。武庚は周に反乱、禄父も加担したが、周公旦や召公奭に平定された。周公旦や召公奭は、山東渤海まで遠征、恩賞として周成王は召公奭に徐地域を与えたが、実際に徐地域を支配したのは、召公奭の長男の燕侯＝匽侯旨であり、燕侯＝匽侯の号である「燕（えん）」「匽（えん）」は、旨が拠点とした「奄」（魯の近隣）の「奄（えん）」による。なお、燕国出土銅器の銘文は「燕」を「匽」と記している。この匽侯旨が投影、伝説化されたのが徐偃王である。召公奭は、『史記』に燕国に封じられたとあるが、易州出土の銅器の銘文からみて、これは燕侯旨が易州に封じられた史実を修飾したものである。燕侯旨が易州に移封されたのは、周公旦の長子の伯禽が匽つまり奄に封じられたためである。『史記』は周公旦が魯（匽つまり奄）に封じられたとするが、これは伯禽の史実を背景とする修飾である。殷の祭祀が梁山で継承されているから、殷始祖の契の「卵生神話」もこの地に継承された。周初に梁山地域に封じられた燕侯＝匽侯旨が伝説化されたのが偃王物語の徐偃王である。旨は兄である召公奭に代わって徐地域を支配、支配に従い周始祖の后稷物語はこの地に広がり、殷や周の始祖物語は、このような徐地域に浸透、徐偃王物語に影響を与えた。燕侯旨が燕国南部の易州に移封されると、旨の伝説的投影像である徐偃王物語も燕国に広まる。燕国が遼西から遼東へと支配を広げるに従い、徐偃王物語の伝達範囲も広がる。さらに本来東夷の中心とみなされていた匽・燕が北方地域名として定着すると、東夷の範囲も移動した。燕が東方の遼東などに支配を広げると、東夷世界も東方へ移動、中国東北部から朝鮮半島を含む地域名となる。東夷世界の移動・拡大を鑑みると、東夷にあって覇を唱える王は、その移動・拡大の原動力である燕国の始祖物語に似せて、自己の始祖物語を作為するのは当然であり、徐偃王物語と東明王物語が共通要素をもつ背景である。こうした物語の継承は、匽（曲阜）から燕へ旨が移封されたことに典型的であるように、人的集団の移動を背景としている。秦漢帝国の出現にともなう中国から北東アジアへの人的集団の移動が、東明王物語を成立させる要素だった。貝塚茂樹は、燕侯旨の「奄」初封時に、箕侯すなわち箕氏を領内に安堵したという事績が、燕国遺民によって伝説化して朝鮮に伝播されたものが箕子朝鮮とする。燕国の始祖の燕侯旨が保護した箕子の事績が物語化して東夷世界に広まるのと軌を一にして、燕侯旨の存在を投影した徐偃王物語が東夷世界に広まった。